# 현실과 발언
현실과 발언은 1979년부터 1989년 사이 활동한 예술 단체이다.(p. 28) 이 단체는 한국사회의 일상의 기쁨과 정치적 투쟁뿐 아니라 활발하게 변모된 사회정치적 현실도 반영한 예술을 만들기 바랐던 평론가들과 예술가들로 구성되었다.(p. 247) 이 단체의 구성원들은 국가를 지지했던 현대 예술(이른바 단색화)과 국제추상화에 반대하였다.(p. 244) 이 단체의 이름에서 알 수 있듯이 이들은 정부의 가혹한 검열에도 불구하고 한국사회의 상황에 대해 예술로써 사실을 말하길 바랐다.

## 구성원
- 성완경
- 오윤
- 최민
- 원동석
- 윤범모
- 김정헌
- 민정기
- 노원희
- 강요배
- 김건희
- 박불똥
- 박재동
- 손장섭
- 신경호
- 심준수
- 안규철
- 이태호
- 임옥상
- 정동석
- 주재환